# La ruleta del diablo
 La ruleta del diablo  es una película filmada en colores coproducción de Argentina y Estados Unidos dirigida por Carlos Cores que se produjo en 1968, de la que no hay constancia de estreno comercial y que tuvo como protagonistas a Elizabeth Killian,  James Farley, Joyce Morse y Ernesto Bianco.Tiene el título alternativo de La ciudad de los cuervos.

## Reparto
- Elizabeth Killian
- James Farley
- Joyce Morse
- Ernesto Bianco
- Roberto Airaldi
- Celina Tell
- Lois Blue
- Carlos Cores